# Recebedores da Cruz de Cavaleiro da Cruz de Ferro: C
A Cruz de Cavaleiro da Cruz de Ferro (em alemão:  Ritterkreuz des Eisernen Kreuzes) foi a maior condecoração militar concedida pela Alemanha Nazi durante a Segunda Guerra Mundial. Era concedida a militares de todas as patentes, deste um soldado até um Marechal de Campo e por diversos motivos que incluíam os atos de bravura de um soldado em batalha, um piloto de caça por ter abatido um número significativo de aeronaves inimigas e o hábil comando das tropas durante a batalha. Os condecorados eram enaltecidos pela propaganda alemã, tendo eles recebido grande atenção por parte da publicidade. Eram vendidos, por exemplo, porta retratos com as fotos dos últimos condecorados. Eles ainda eram convidados a discursar aos trabalhadores das fábricas envolvidas no esforço de guerra.
Desde a sua primeira condecoração concedida no dia 30 de setembro de 1939, até a sua última condecoração no dia 17 de junho de 1945, ela foi entregue a 7321 soldados. O número de condecorados é baseado na análise da comissão dos Recebedores da Cruz de Cavaleiro (AKCR). Foi concedida para os três ramos da Wehrmacht: Heer (exército terrestre alemão), Luftwaffe (força aérea) e Kriegsmarine (marinha) além da Waffen-SS, Reichsarbeitsdienst (serviço de trabalho do Reich) e Volkssturm (milícia nacional). Além dos soldados alemães, a condecoração também foi concedida para 43 estrangeiros, aliados do Terceiro Reich.
Walther-Peer Fellgiebel, que foi o ex-presidente e chefe da comissão de ordem do AKCR, escreveu um livro no ano de 1986 onde listou os condecorados com a Cruz de Cavaleiro, intitulado: Die Träger des Ritterkreuzes des Eisernen Kreuzes 1939–1945 — Die Inhaber der höchsten Auszeichnung des Zweiten Weltkrieges aller Wehrmachtsteile — Os portadores da Cruz de Cavaleiro da Cruz de Ferro 1939-1945 - Os proprietários do maior prêmio da Segunda Guerra Mundial de todos os ramos da Wehrmacht. Lançou a segunda edição de seu livro no ano de 1996, onde retirou 11 condecorados da lista original. Já o autor e historiador Veit Scherzer lançou tem dúvida sobre a condecoração de 193 dos listados, a maioria destes condecorados no ano de 1945, quando os acontecimentos dos últimos dias do Terceiro Reich deixaram um número de indicações incompletas e até várias fases do processo de aprovação estavam incompletas. O livro escrito por Scherzer foi em cooperação com o Arquivo Federal da Alemanha. Este livro foi escolhido pelo professor Dr. Franz W. Seidler para a Universidade da Bundeswehr de Munique e Deutsche Dienststelle (WASt), sendo considerado como uma referência aceita nestes dois lugares.

## Criação
A Cruz de Cavaleiro da Cruz de Ferro e seus graus mais altos foram baseados em quatro diferentes decretos. O primeiro decreto Reichsgesetzblatt I S. 1573 de 1 de setembro de 1939 instituiu a Cruz de Ferro (Eisernes Kreuz) e Cruz de Cavaleiro da Cruz de Ferro e a Grande Cruz da Cruz de Ferro (Großkreuz des Eisernen Kreuzes). O segundo artigo do decreto especifica que para ser condecorado com uma classe superior deveria ser primeiramente condecorado com todas as classe precedentes. Com o progresso da guerra, alguns do condecorados foram se destacando, sendo necessária um novo grau da condecoração, sendo então instituído no dia 3 de junho de 1940 o decreto Reichsgesetzblatt I S. 849 que criou a Cruz de Cavaleiro da Cruz de Ferro com Folhas de Carvalho.
Foram criados no dia 28 de setembro de 1941 dois graus da Cruz de Cavaleiro com o decreto Reichsgesetzblatt I S. 613, a Cruz de Cavaleiro da Cruz de Ferro com Folhas de Carvalho e Espadas Ritterkreuz des Eisernen Kreuzes mit Eichenlaub und Schwertern e a Cruz de Cavaleiro da Cruz de Ferro com Folhas de Carvalho, Espadas e Diamantes Ritterkreuz des Eisernen Kreuzes mit Eichenlaub, Schwertern und Brillanten. No final de 1944 o último grau da Cruz de Cavaleiro, a Cruz de Cavaleiro da Cruz de Ferro com Folhas de Carvalho Douradas, Espadas e Diamantes Ritterkreuz des Eisernen Kreuzes mit goldenem Eichenlaub, Schwertern und Brillanten a condecoração foi criada com o decreto Reichsgesetzblatt 1945 I S. 11 de 29 de dezembro de 1944.

## Condecorados
Aqui estão listados 82 condecorados com a Cruz de Cavaleiro da Cruz de Ferro da Wehrmacht e Waffen-SS, cujos sobrenomes se iniciam com a letra "C", estando ordenados em ordem alfabética pelo sobrenome. Destes, dez foram mais tarde condecorados com a Cruz de Cavaleiro da Cruz de Ferro com Folhas de Carvalho e cinco condecorações foram feitas de maneira póstuma. Foram condecorados 51 membros do Heer, 22 da Luftwaffe, 5 da Kriegsmarine e 4 da Waffen-SS.
| Nome                             | Serviço      | Patente                       | Ocupação e unidade                                                                                | Data de condecoração    | Notas                                          | Imagem |
| -------------------------------- | ------------ | ----------------------------- | ------------------------------------------------------------------------------------------------- | ----------------------- | ---------------------------------------------- | --- |
| Werner Canders                   | Heer         | Major                         | Comandante do III./Grenadier-Regiment 408                                                         | 6 de abril de 1944      | —                                              | — |
| Ulrich Freiherr von Canstein     | Heer         | Oberstleutnant                | Comandante do Grenadier-Regiment 220                                                              | 12 de fevereiro de 1944 | —                                              | — |
| Kurt Capesius                    | Luftwaffe    | Hauptmann                     | Deputy Gruppenkommandeur do III./Kampfgeschwader 66                                               | 30 de novembro de 1944  | —                                              | — |
| Wilhelm Cappel                   | Heer         | Oberstleutnant                | Comandante do Grenadier-Regiment 424                                                              | 23 de fevereiro de 1944 | —                                              | — |
| Horst Carganico                  | Luftwaffe    | Oberleutnant                  | Staffelkapitän do 6./Jagdgeschwader 5                                                             | 25 de setembro de 1941  | —                                              | — |
| Otto Carius+                     | Heer         | Leutnant da reserva           | Líder de pelotão no 2./schwere Panzer-Abteilung 502                                               | 5 de maio de 1944       | 535. Folhas de Carvalho 27 de julho de 1944    | A man wearing a military uniform with an Iron Cross displayed at the front of his uniform collar                                                        |
| Friedrich Carl                   | Heer         | Oberleutnant                  | Líder do 11./Artillerie-Regiment 269                                                              | 9 de maio de 1942       | —                                              | — |
| Rolf Carls                       | Kriegsmarine | Admiral                       | Marinegruppenbefehlshaber Ost (Naval Group Commander East)                                        | 14 de junho de 1940     | —                                              | — |
| Alfredo Carpaneto                | Heer         | Unteroffizier                 | Comandante Panzer do 2./schwere Panzer-Abteilung 502                                              | 28 de março de 1945*    | Morto em combate 26 janeiro 1945               | — |
| Carl Casper                      | Heer         | Oberst                        | Comandante do Infanterie-Regiment 118 (motorizado)                                                | 22 de setembro de 1941  | —                                              | — |
| Prosper Graf zu Castell-Castell  | Heer         | Leutnant da reserva           | Líder do 9./Panzergrenadier-Regiment 14                                                           | 23 de fevereiro de 1944 | —                                              | — |
| Horst Castka                     | Heer         | Oberwachtmeister              | Vorgeschobener Beobachter (Observador de artilharia) do 11./Artillerie-Regiment 1562              | 11 de março de 1945     | —                                              | — |
| Albert Celerin                   | Luftwaffe    | Oberleutnant                  | Piloto e Observador no Fernaufklärungs-Gruppe 4                                                   | 10 de outubro de 1944   | —                                              | — |
| Wolfgang von Chamier-Glisczinski | Luftwaffe    | Oberst                        | Geschwaderkommodore of Kampfgeschwader 3                                                          | 6 de outubro de 1940    | —                                              | — |
| Friedrich-Wilhelm von Chappuis   | Heer         | Generalleutnant               | Comandante do 15. Infanterie-Division                                                             | 15 de agosto de 1940    | —                                              | — |
| Hans-Georg von Charpentier       | Waffen-SS    | SS-Hauptsturmführer           | Chief do 3./SS-Reiter-Regiment 1                                                                  | 29 de outubro de 1942   | —                                              | A man wearing a military uniform e peaked cap. His cap has an emblem in shape of a human skull e crossed bones                                          |
| Hellmut von der Chevallerie      | Heer         | Generalmajor                  | Comandante do 13. Panzer-Division                                                                 | 30 de abril de 1943     | —                                              | — |
| Kurt von der Chevallerie+        | Heer         | Generalleutnant               | Comandante do 99. leichte Division                                                                | 23 de outubro de 1941   | 357. Folhas de Carvalho 19 dezembro 1943       | — |
| Botho von La Chevallerie         | Heer         | Major                         | Comandante do I./Infanterie-Regiment 408                                                          | 24 de julho de 1941     | —                                              | — |
| Kurt Chill                       | Heer         | Generalleutnant               | Comandante do 122. Infanterie-Division                                                            | 25 de outubro de 1943   | —                                              | — |
| Max Chmel                        | Heer         | Obergefreiter                 | Líder de Grupo no 8./Grenadier-Regiment 200 (motorizado)                                          | 18 de novembro de 1944  | —                                              | — |
| Dietrich von Choltitz            | Heer         | Oberstleutnant                | Comandante do III./Infanterie-Regiment 16 (LL)                                                    | 18 de maio de 1940      | —                                              | A man wearing a peaked cap e military uniform with an Iron Cross displayed at the front of his uniform collar                                           |
| Otto Chowanetz                   | Heer         | Feldwebel                     | Líder de pelotão no 1./Grenadier-Regiment 17                                                      | 8 de agosto de 1943     | —                                              | — |
| Torsten Christ                   | Luftwaffe    | Oberstleutnant im Generalstab | Chief do general staff do VIII. Fliegerkorps                                                      | 21 de outubro de 1942   | —                                              | — |
| Kurt Christel                    | Heer         | Hauptmann                     | Chief de Companhia in Bau-Bataillon 132                                                           | 4 de março de 1942*     | Morto em combate 3 março 1942                  | — |
| Fritz Christen                   | Waffen-SS    | SS-Sturmmann                  | Richtschütze (artilheiro) do 2./SS-Panzer-Jagd-Abteilung 3 "Totenkopf"                            | 20 de outubro de 1941   | —                                              | — |
| Hans Christern                   | Heer         | Major                         | Comandante do II./Panzer-Regiment 31                                                              | 31 de janeiro de 1941   | —                                              | — |
| Georg Christiansen+              | Kriegsmarine | Oberleutnant zur See          | Comandante do Schnellboot S-101 do 1. Schnellbootflottille                                        | 8 de maio de 1941       | 326. Folhas de Carvalho 13 de novembro de 1943 | — |
| Georg Christl                    | Luftwaffe    | Hauptmann                     | Gruppenkommandeur do III./Zerstörergeschwader 26 "Horst Wessel"                                   | 18 de março de 1942     | —                                              | — |
| Karl Christmann                  | Luftwaffe    | Oberfeldwebel                 | Observador no 6./Kampfgeschwader 53 "Legion Condor"                                               | 5 de abril de 1944      | —                                              | — |
| Kurt Christofzik                 | Heer         | Oberleutnant da reserva       | Chief do 6./Grenadier-Regiment 530                                                                | 22 de agosto de 1943    | —                                              | — |
| Egon Christophersen              | Waffen-SS    | SS-Unterscharführer           | Líder de Grupo no 7./SS-Freiwilligen-Panzergrenadier-Regiment 24 "Danmark"                        | 11 de julho de 1944     | —                                              | — |
| Bruno Chrobek                    | Heer         | Major                         | Comandante do I./Infanterie-Regiment 54                                                           | 4 de julho de 1940      | —                                              | — |
| Günter Chrzonsz                  | Heer         | Oberwachtmeister              | Líder de pelotão no 2./Sturmgeschütz-Abteilung 277                                                | 12 de novembro de 1943  | —                                              | — |
| Walter Cierpka                   | Heer         | Major                         | Comandante do Heeres-Artillerie-Abteilung 774                                                     | 5 de abril de 1945      | —                                              | — |
| Otto Ciliax                      | Kriegsmarine | Vizeadmiral                   | Befehlshaber der Schlachtschiffe                                                                  | 21 de março de 1942     | —                                              | — |
| Oskar Cipa                       | Heer         | Unteroffizier                 | Líder de Grupo no 1./Infanterie-Regiment 305                                                      | 13 de novembro de 1942  | —                                              | — |
| Wilhelm Cirener                  | Heer         | Oberleutnant                  | Chief do 3./Pionier-Bataillon 33                                                                  | 13 de julho de 1940     | —                                              | — |
| Paul Claas                       | Luftwaffe    | Major                         | Gruppenkommandeur do I./Kampfgeschwader 100                                                       | 14 de março de 1943     | Morto em combate 20 junho 1943                 | — |
| Richard Claassen                 | Heer         | Oberstleutnant                | Comandante do Infanterie-Regiment 517                                                             | 29 de janeiro de 1943   | —                                              | — |
| Theo Claassen                    | Heer         | Leutnant                      | Líder de pelotão no 14.(Panzerjäger)/Grenadier-Regiment 899                                       | 27 de agosto de 1944    | —                                              | — |
| Erwin Clausen+                   | Luftwaffe    | Oberleutnant                  | Staffelkapitän do 6./Jagdgeschwader 77                                                            | 19 de maio de 1942      | 106. Folhas de Carvalho 23 de julho de 1942    | — |
| Karl-Ulrich Clausen              | Heer         | Hauptmann                     | Chief do 2./Artillerie-Regiment 30                                                                | 16 de abril de 1944     | —                                              | — |
| Nicolai Clausen                  | Kriegsmarine | Kapitänleutnant               | Comandante do U-129                                                                               | 13 de março de 1942     | —                                              | — |
| Ernst Clemente                   | Heer         | Obergefreiter                 | PAK (anti tank) artilheiro do 16./Gebirgsjäger-Regiment 13                                        | 30 de setembro de 1944  | —                                              | — |
| Dieter-Hans Clemm von Hohenberg  | Luftwaffe    | Hauptmann                     | Gruppenkommandeur do II.(K)/Lehrgeschwader 1                                                      | 18 de novembro de 1944* | Morto em combate 29 junho 1944                 | — |
| Rudolf Cleve                     | Luftwaffe    | Hauptmann                     | Chief do 3./Flak-Regiment 4 (motorizado)                                                          | 4 de maio de 1944       | —                                              | — |
| Erich Clößner                    | Heer         | Generalleutnant               | Comandante do 25. Infanterie-Division                                                             | 29 de setembro de 1940  | —                                              | — |
| Hans Clüver                      | Heer         | Major da reserva              | Comandante do II./Grenadier-Regiment 266                                                          | 22 de janeiro de 1944   | —                                              | — |
| Joachim Coeler                   | Luftwaffe    | Generalmajor                  | Comandante do 9. Flieger-Division                                                                 | 12 de julho de 1940     | —                                              | — |
| Erwin Cohrs                      | Heer         | Major                         | Comandante do II./Panzergrenadier-Regiment 67                                                     | 9 de dezembro de 1944   | —                                              | — |
| Hans Collani                     | Waffen-SS    | SS-Obersturmbannführer        | Comandante do SS-Freiwilligen-Panzergrenadier-Regiment 49 "De Ruyter" (niederländische Nr. 2)     | 19 de agosto de 1944*   | Morto em combate 29 julho 1944                 | — |
| Robert Colli                     | Heer         | Oberst                        | Comandante do Grenadier-Regiment 547                                                              | 19 de fevereiro de 1944 | —                                              | — |
| Johann Condné                    | Heer         | Hauptmann                     | Líder do II./Panzergrenadier-Regiment 6                                                           | 5 de abril de 1945      | —                                              | — |
| Dipl.-Ing. Gerhard Conrad        | Luftwaffe    | Oberst                        | Geschwaderkommodore of Kampfgeschwader z.b.V. 2                                                   | 24 de maio de 1940      | —                                              | — |
| Hermann Conrad                   | Heer         | Oberfeldwebel                 | Líder das tropas de choque do 7./Infanterie-Regiment 330                                          | 9 de julho de 1941      | —                                              | — |
| Alexander Conrady+               | Heer         | Oberstleutnant                | Comandante do I./Infanterie-Regiment 118 (motorizado)                                             | 17 de outubro de 1942   | 279. Folhas de Carvalho 22 de agosto de 1943   | — |
| Paul Conrath+                    | Luftwaffe    | Oberst                        | Comandante do Flak-Regiment (motorizado) "General Göring"                                         | 4 de setembro de 1941   | 276. Folhas de Carvalho 21 de agosto de 1943   | — |
| Klaus Coracino                   | Heer         | Oberleutnant da reserva       | Chief of Sturmgeschütz-Begleitkompanie 254 do I./Grenadier-Regiment 431                           | 2 de setembro de 1944   | —                                              | — |
| Udo Cordes                       | Luftwaffe    | Leutnant                      | Piloto no 9.(Eis)/Kampfgeschwader 3 "Lützow"                                                      | 12 de junho de 1943     | —                                              | — |
| [Prof. Dr.] Günter Corßen        | Heer         | Hauptmann                     | Department Líder do Panzer-Regiment 39                                                            | 8 de fevereiro de 1943  | —                                              | — |
| Helmut Corts                     | Luftwaffe    | Oberleutnant                  | Líder de pelotão no 2./Flak-Regiment 64 (motorizado)                                              | 20 de junho de 1940     | —                                              | — |
| Hans-Detloff von Cossel+         | Heer         | Oberleutnant                  | Líder do 1./Panzer-Regiment 35                                                                    | 8 de setembro de 1941   | 285. Folhas de Carvalho 29 de agosto de 1943   | — |
| Georg le Coutre                  | Luftwaffe    | Leutnant                      | Líder do 10./Fallschirmjäger-Regiment 6                                                           | 7 de fevereiro de 1945  | —                                              | — |
| Hans Cramer                      | Heer         | Oberstleutnant                | Comandante do Panzer-Regiment 8 im DAK                                                            | 27 de junho de 1941     | —                                              | A man wearing a field cap e military uniform with various military decorations including an Iron Cross displayed at the front of his uniform collar     |
| Heinz Cramer                     | Luftwaffe    | Major                         | Gruppenkommandeur do II.(K)/Lehrgeschwader 1                                                      | 18 de setembro de 1940  | —                                              | — |
| Wilhelm-Ernst Freiherr von Cramm | Heer         | Major                         | Comandante do Divisions-Füsilier-Abteilung 58                                                     | 11 de abril de 1944     | —                                              | — |
| Friedrich Crantz                 | Heer         | Oberleutnant da reserva       | Chief do 10./Grenadier-Regiment 416                                                               | 3 de março de 1943      | —                                              | — |
| Friedrich-Karl Cranz             | Heer         | Generalleutnant               | Comandante do 18. Infanterie-Division (motorizado)                                                | 29 de junho de 1940     | —                                              | — |
| Eduard Crasemann+                | Heer         | Oberstleutnant                | Comandante do Artillerie-Regiment 33 (motorizado)                                                 | 26 de dezembro de 1941  | 683. Folhas de Carvalho 18 de dezembro de 1944 | — |
| Peter-Erich Cremer               | Kriegsmarine | Kapitänleutnant               | Comandante do U-333                                                                               | 5 de junho de 1942      | —                                              | — |
| Wilhelm Crinius+                 | Luftwaffe    | Feldwebel                     | Piloto no 3./Jagdgeschwader 53                                                                    | 23 de setembro de 1942  | 127. Folhas de Carvalho 23 de setembro de 1942 | — |
| Wilhelm Crisolli                 | Heer         | Oberstleutnant                | Comandante do Schützen-Regiment 8                                                                 | 15 de julho de 1941     | —                                              | — |
| Arved Crüger                     | Luftwaffe    | Hauptmann                     | Staffelkapitän do 5./Kampfgeschwader 30                                                           | 14 de junho de 1940     | —                                              | — |
| Ludwig Crüwell+                  | Heer         | Generalmajor                  | Comandante do 11. Panzer-Division                                                                 | 4 de maio de 1941       | 34. Folhas de Carvalho 1 de setembro de 1941   | Crüwell is seen in profile. He wears a military uniform, along with a cap for desert warfare. His Iron Cross displayed at the front of his shirt collar |
| Heinz Crusius                    | Heer         | Oberleutnant                  | Chief do 4./Infanterie-Regiment 453                                                               | 3 de maio de 1942       | —                                              | — |
| Kurt Cullmann                    | Heer         | Oberfähnrich                  | Deputy Líder do 2./Divisions-Füsilier-Bataillon 260                                               | 9 de junho de 1944*     | Morto em combate 29 março 1944                 | — |
| Kurt Cuno                        | Heer         | Oberst                        | Comandante do Panzer-Regiment 39                                                                  | 18 de janeiro de 1942   | —                                              | — |
| Leo Cygan                        | Heer         | Leutnant da reserva           | Líder de pelotão no 1./Pionier-Bataillon 102                                                      | 5 de janeiro de 1944    | —                                              | — |
| Richard Czekay                   | Luftwaffe    | Hauptmann                     | Staffelkapitän do 3./Sturzkampfgeschwader 2 "Immelmann" e Adjutant do the I./Schlachtgeschwader 2 | 30 de dezembro de 1942  | —                                              | — |
| Gerhard Czernik                  | Luftwaffe    | Oberleutnant                  | Staffelkapitän do 6./Kampfgeschwader 2                                                            | 16 de maio de 1941      | —                                              | — |
| Wilhelm Czorny                   | Heer         | Gefreiter                     | Machine Líder de armas do 2./Panzergrenadier-Regiment "Großdeutschland"                           | 4 de outubro de 1944    | —                                              | — |